# Mitglieder der Württembergischen Landstände 1889 bis 1895
Diese Liste umfasst die Mitglieder der Württembergischen Landstände des Königreichs Württemberg in der Wahlperiode von 1889 bis 1895.
Während dieser Wahlperiode tagte der 31. ordentliche Landtag vom 30. Januar 1889 bis zum 5. November 1891 und der 32. ordentliche Landtag 10. Januar 1893 bis zum 6. Juni 1894.

## Das Präsidium der Ersten Kammer (Kammer der Standesherren)
31. und 32. Landtag: 

Präsident: Fürst Wilhelm von Waldburg zu Zeil und Trauchburg 

Vizepräsident: Fürst Hermann zu Hohenlohe-Langenburg

## Die Mitglieder der Ersten Kammer

### Prinzen des Hauses Württemberg
- Königlicher Prinz Wilhelm von Württemberg, bis zum 6. Oktober 1891, als er den württembergischen Königsthron bestieg
- Herzog Wilhelm von Württemberg
- Herzog Nikolaus von Württemberg
- Herzog Philipp von Württemberg
- Herzog Albrecht von Württemberg
- Herzog Robert von Württemberg

### Standesherren
- Fürst Ludwig zu Bentheim und Steinfurt († 1890) war nie persönlich anwesend. Er ließ sich vertreten durch seinen Sohn und Nachfolger Fürst Alexis zu Bentheim und Steinfurt
- Graf  Wilhelm Karl  von Bentinck und Waldeck-Limpurg
- Fürst Karl Egon III. zu Fürstenberg († 1892), gefolgt von Karl Egon IV., Fürst zu Fürstenberg
- Fürst Albert zu Hohenlohe-Bartenstein-Jagstberg
- Fürst Johannes zu Hohenlohe-Bartenstein und Jagstberg
- Fürst Hermann zu Hohenlohe-Langenburg
- Fürst Hugo zu Hohenlohe-Öhringen, bzw. stellvertretend dessen Sohn, der Prinz Christian Kraft zu Hohenlohe-Öhringen, der sich jedoch ebenfalls stets vertreten ließ
- Fürst Friedrich Karl II. zu Hohenlohe-Waldenburg-Schillingsfürst
- Graf Alfred von Königsegg-Aulendorf, vertreten durch seinen Sohn Franz Xaver von Königsegg-Aulendorf
- Fürst Ernst zu Löwenstein-Wertheim-Freudenberg
- Fürst Karl zu Löwenstein-Wertheim-Rosenberg
- Graf Erwin Franz von Neipperg, vertreten durch seinen Sohn Reinhard von Neipperg
- Fürst Karl Friedrich Kraft zu Oettingen-Wallerstein war nie persönlich anwesend
- Graf Ludwig August von Pückler-Limpurg war 1890 bis 1893 auch stellvertretend für den seit 1890 als Standesherr berechtigten Grafen Friedrich Carl Ludwig von Pückler-Limpurg, der jedoch 1893 verstarb.
- Graf Otto Wilhelm von Quadt zu Wykradt und Isny vertreten durch seinen Sohn, Graf Bertram von Quadt zu Wykradt und Isny, der 1892 durch Verzicht seines Vaters auch als Standesherr nachfolgte
- Graf Otto von Rechberg und Rothenlöwen zu Hohenrechberg
- Graf Heinrich von Schaesberg-Thannheim
- Fürst Albert von Thurn und Taxis, als Standesherr nie anwesend
- Fürst Franz von Waldburg zu Wolfegg und Waldsee
- Fürst Wilhelm von Waldburg zu Zeil und Trauchburg
- Fürst Eberhard II. von Waldburg zu Zeil und Wurzach
- Fürst Alfred zu Windischgrätz, als Standesherr nie anwesend

### Auf Lebenszeit ernannte Mitglieder
- Wilhelm von Bätzner († 1893)
- Robert von Gaupp 1893 ernannt und eingetreten
- Carl von Kohlhaas 1891 ernannt und eingetreten
- Freiherr Joseph von Linden († 1895)
- Andreas von Renner bis 1890, als er sein Mandat aus gesundheitlichen Gründen niederlegte
- Karl von Riecke bis 1891, als er sein Mandat wegen seiner Berufung zum Staatsminister der Finanzen niederlegte
- Friedrich von Riekert 1893 ernannt und eingetreten
- Otto von Sarwey bis 1890, als er sein Mandat niederlegte
- Gustav von Silcher 1890 ernannt und eingetreten
- Theodor von Weizsäcker 1890 ernannt und 1891 eingetreten
- Hermann von Werner bis 1890, als er sein Mandat aus gesundheitlichen Gründen niederlegte
- Carl von Zeyer 1891 ernannt und eingetreten

## Das Präsidium der Zweiten Kammer (Kammer der Abgeordneten)
31. Landtag vom 30. Januar 1889 bis zum 5. November 1891:

Alterspräsident: Karl von Varnbüler († 1889) 

Präsident: Karl von Hohl 

Vizepräsident:  Dr. Karl Göz (DP) 
32. Landtag vom 10. Januar 1893 bis zum 6. Juni 1894:

Alterspräsident: Xaver Dentler 

Präsident: Karl Hohl 

Vizepräsident: Dr. Karl Göz (DP)

## Die 23 bevorrechtigten Mitglieder der Zweiten Kammer

### Vertreter der Ritterschaft des Neckarkreises
- Freiherr Heinrich Capler von Oedheim genannt Bautz 1889 eingetreten
- Freiherr Joseph von Ellrichshausen
- Freiherr Wilhelm von Gemmingen-Guttenberg-Bonfeld
- Freiherr Karl von Varnbüler († 1889)

### Vertreter der Ritterschaft des Jagstkreises
- Graf Rudolf Adelmann von Adelmannsfelden 1891 eingetreten als Nachfolger für Freiherr von Stetten
- Freiherr Erwin von Seckendorff-Gudent
- Freiherr Wilhelm von Stetten († 1890)
- Freiherr Georg von Woellwarth-Lauterburg

### Vertreter der Ritterschaft des Schwarzwaldkreises
- Freiherr Wilhelm von Gültlingen
- Freiherr Edmund von Ow
- Freiherr Johann Otto von Ow

### Vertreter der Ritterschaft des Donaukreises
- Freiherr Benno von Herman
- Freiherr Wilhelm König von Königshofen († 1891)
- Freiherr Richard König von und zu Warthausen
- Moritz Schad von Mittelbiberach
- Freiherr Maximilian Johann von Ulm-Erbach-Mittelbiberach 1891 eingetreten

### Vertreter der evangelischen Landeskirche
- Generalsuperintendent von Heilbronn: Rudolf von Schmid seit 1890 Viktor von Sandberger und seit 1894 Karl von Berg
- Generalsuperintendent von Ludwigsburg: Paul Friedrich von Lang und seit 1890 Ernst von Ege
- Generalsuperintendent von Reutlingen: Dr. Georg Heinrich von Merz (bis 1893) und seit 1894 Viktor von Sandberger
- Generalsuperintendent von Hall: Ernst von Ege und seit 1890 Adolf Friedrich von Walcker
- Generalsuperintendent von Tübingen: Dr. Ludwig von Georgii und seit 1891 Dr. Ernst von Wittich
- Generalsuperintendent von Ulm: Karl Johann Friedrich von Lechler

### Vertreter des Bistums Rottenburg
- Bischof von Rottenburg: Karl Joseph von Hefele († 1893), gefolgt von Wilhelm von Reiser
- Domkapitular von Rottenburg: Richard von Rieß
- Dienstältester katholischer Dekan: Johann Georg Kollmann

### Kanzler der Universität Tübingen
- Carl von Weizsäcker seit 1890

### Verfassungskommission
- Paul von Bockshammer

## Die 70 gewählten Abgeordneten der Zweiten Kammer

### Die Abgeordneten der sieben „guten Städte“
| Stadt       | Name                    | Partei       |
| ----------- | ----------------------- | ------------ |
| Stuttgart   | Gustav Stälin († 1894)  | DP           |
| Stuttgart   | Karl Kloß               | SPD          |
| Tübingen    | Wilhelm von Wolff       | DP           |
| Ludwigsburg | Heinrich von Abel       | DP           |
| Ellwangen   | Friedrich Landauer      | Landespartei |
| Ulm         | Robert Ebner († 1894)   | VP           |
| Ulm         | Friedrich Mayser        | VP           |
| Heilbronn   | Georg Härle             | VP           |
| Reutlingen  | Friedrich Baur († 1893) |              |
| Reutlingen  | Friedrich Payer         | VP           |

### Die Abgeordneten der Oberämter desNeckarkreises
| Stadt             | Name                                                                               | Partei |
| ----------------- | ---------------------------------------------------------------------------------- | ------ |
| Backnang          | Emil Gock                                                                          | DP     |
| Besigheim         | Ernst Essich                                                                       | DP     |
| Böblingen         | Karl von Göz                                                                       | DP     |
| Brackenheim       | Robert Winter                                                                      |        |
| Cannstatt         | Oskar von Nast                                                                     | DP     |
| Esslingen         | Hermann Brodbeck                                                                   | VP     |
| Heilbronn (Amt)   | Gottlieb Wagner                                                                    | DP     |
| Leonberg          | Wilhelm Friedrich Aldinger                                                         | DP     |
| Ludwigsburg (Amt) | Ferdinand Schnaidt                                                                 | VP     |
| Marbach           | Hermann Stockmayer                                                                 | VP     |
| Maulbronn         | Dr. Carl Friedrich von Schall (1890 ausgetreten wegen der Ernennung zum Staatsrat) |        |
| Maulbronn         | Georg Friedrich Kälber                                                             | DP     |
| Neckarsulm        | Emil Ege († 1893)                                                                  | DP     |
| Neckarsulm        | Rudolf Schmid                                                                      | DP     |
| Stuttgart (Amt)   | Wilhelm von Zipperlen                                                              | DP     |
| Vaihingen         | Jakob Maurer                                                                       | VP     |
| Waiblingen        | Karl Weishaar                                                                      | DP     |
| Weinsberg         | Wilhelm Meyder                                                                     | DP     |

### Die Abgeordneten der Oberämter desJagstkreises
| Stadt           | Name                                                                          | Partei                                  |
| --------------- | ----------------------------------------------------------------------------- | --------------------------------------- |
| Aalen           | Hermann Wittich                                                               | Landespartei                            |
| Crailsheim      | Leonhard Sachs                                                                | DP                                      |
| Ellwangen (Amt) | Xaver Rathgeb                                                                 | seit 18. Mai 1894 Zentrum               |
| Gaildorf        | Paul von Bockshammer                                                          | Kandidat der DP                         |
| Gerabronn       | Gottlob Friedrich Egelhaaf (legte 1890 sein Mandat nieder)                    | parteilos, aber der VP nahestehend      |
| Gerabronn       | Friedrich Haußmann                                                            | VP                                      |
| Gmünd           | Dr. Bruno Klaus                                                               | Landespartei, seit 18. Mai 1894 Zentrum |
| Hall            | Johann Haigold                                                                | der VP nahestehend                      |
| Heidenheim      | Nikolaus Bantleon                                                             | DP                                      |
| Künzelsau       | Friedrich Spieß                                                               | DP                                      |
| Mergentheim     | Freiherr Dr. Hermann von Mittnacht                                            |                                         |
| Neresheim       | Caspar Vogler                                                                 | seit 18. Mai 1894 Zentrum               |
| Öhringen        | Julius Leemann (1891 ausgeschieden wegen Ernennung zum Professor in Tübingen) |                                         |
| Öhringen        | Friedrich Hartmann                                                            | parteilos                               |
| Schorndorf      | August von Hofacker                                                           | Landespartei                            |
| Welzheim        | Friedrich Distel                                                              | Landespartei                            |

### Die Abgeordneten der Oberämter desSchwarzwaldkreises
| Stadt            | Name                            | Partei                    |
| ---------------- | ------------------------------- | ------------------------- |
| Balingen         | Conrad Haußmann                 | VP                        |
| Calw             | Hermann Haffner                 | DP                        |
| Freudenstadt     | Alfred Hartranft                | DP                        |
| Herrenberg       | Johann Martin Schurer           | DP                        |
| Horb             | Pankratius Nußbaumer            | seit 18. Mai 1894 Zentrum |
| Nagold           | Karl von Luz                    | Landespartei              |
| Neuenbürg        | Julius Heinrich Bleyer († 1891) |                           |
| Neuenbürg        | Karl Gustav Adolf Commerell     | DP                        |
| Nürtingen        | Adam Friedrich Gabler           | VP                        |
| Oberndorf        | Karl von Leibbrand              | Landespartei              |
| Reutlingen (Amt) | Noa Wendler                     | DP                        |
| Rottenburg       | Gustav Holzherr                 | VP                        |
| Rottweil         | Josef Sayer                     | Landespartei              |
| Spaichingen      | Leodegar Bühler                 | DP                        |
| Sulz             | Heinrich Schoffer               | DP                        |
| Tübingen (Amt)   | Dr. Heinrich von Weber († 1890) | DP                        |
| Tübingen (Amt)   | Friedrich Bayha                 | DP                        |
| Tuttlingen       | Theodor Ehninger († 1890)       | Fraktion der Linken       |
| Tuttlingen       | Johannes Storz                  | VP                        |
| Urach            | Philipp Auer                    | der DP nahestehend        |

### Die Abgeordneten der Oberämter desDonaukreises
| Stadt      | Name                       | Partei                                         |
| ---------- | -------------------------- | ---------------------------------------------- |
| Biberach   | Rudolf Probst              | Fraktion der Linken                            |
| Blaubeuren | Jakob Braitinger           |                                                |
| Ehingen    | Karl von Schmid († 1893)   | DP                                             |
| Ehingen    | Dr. Johannes Baptist Kiene | seit 18. Mai 1894 Zentrum                      |
| Geislingen | Karl Hohl                  | Landespartei                                   |
| Göppingen  | Gottfried Betz             | VP                                             |
| Kirchheim  | Christian Ehninger         | DP                                             |
| Laupheim   | Adolph Untersee († 1893)   |                                                |
| Laupheim   | Johannes Schick            | seit 18. Mai 1894 Zentrum                      |
| Leutkirch  | Ferdinand Eggmann          | Landespartei, seit 18. Mai 1894 Zentrum        |
| Münsingen  | Karl Rath                  | VP                                             |
| Ravensburg | Theophil Egger             | Fraktion der Linken, seit 18. Mai 1894 Zentrum |
| Riedlingen | Adolf Gröber               | seit 18. Mai 1894 Zentrum                      |
| Saulgau    | Josef Rapp                 | Landespartei, seit 18. Mai 1894 Zentrum        |
| Tettnang   | Caspar Bueble              | Fraktion der Linken, seit 18. Mai 1894 Zentrum |
| Ulm (Amt)  | Johann Friedrich Haug      | DP                                             |
| Waldsee    | Johannes Uhl († 1890)      | VP                                             |
| Waldsee    | Anton Beutel               | Fraktion der Linken, seit 18. Mai 1894 Zentrum |
| Wangen     | Xaver Dentler              | Fraktion der Linken                            |